# سازمان رزم یهودیان
سازمان رزم یهودیان ((به لهستانی: Żydowska Organizacja Bojowa), ŻOB; به ییدیش: ייִדישע קאַמף אָרגאַניזאַציע. Yidishe Kamf Organizatsie); اغلب به انگلیسی به عنوان سازمان مبارزه یهودی ترجمه می‌شود) یک جنبش مقاومت در جنگ جهانی دوم در لهستان اشغالی بود که در سازماندهی و راه‌اندازی خیزش گتوی ورشو نقش اساسی داشت. ŻOB در تعدادی از فعالیت‌های مقاومت دیگر نیز شرکت داشت.

## شاخه‌ای از گروه‌های جوانان یهودی
ŻOB در ۲۸ ژوئیه ۱۹۴۲، شش روز پس از آن که نازی‌های آلمان به فرماندهی ژنرال اس‌اس یورگن اشتروپ، عملیات بزرگ ورشو را آغاز کردند و سرنوشت یهودیان محصور در گتوی ورشو را آغاز کردند: «همه یهودیانی که در ورشو زندگی می‌کنند، صرف نظر از سن و جنس، در شرق اسکان داده خواهد شد.» بدین ترتیب «نفی بلد» گسترده حدود ۲۵۴٬۰۰۰ یهودی آغاز شد که همگی به اردوگاه مرگ تربلینکا فرستاده شدند. عملیات بزرگ تا ۱۲ سپتامبر ۱۹۴۲ ادامه داشت. در مجموع، جامعه یهودیان ورشو که زمانی پر رونق بود، حدود ۴۰۰٬۰۰۰ نفر را به ۵۵٬۰۰۰ تا ۶۰٬۰۰۰ نفر کاهش داد.
گروه‌های جوانانی که در تشکیل ŻOB نقش مهمی داشتند، نیات آلمان برای نابودی یهودیان ورشو را پیش‌بینی کرده بودند و از تمرکز آموزشی و فرهنگی به دفاع از خود و در نهایت مبارزه مسلحانه روی آوردند.

## سازمان‌های مشابه
دومین سازمان مقاومت یهودی به نام اتحادیه نظامی یهودی ((به لهستانی: Żydowski Związek Wojskowy)، ŻZW)، عمدتاً از افسران پیشین ارتش لهستان در اواخر سال ۱۹۳۹ تشکیل شد، در کنار ŻOB فعالیت کرد و همچنین در مبارزات مسلحانه یهودیان نقش اساسی داشت.